# Karlheinz Greiner
Karlheinz Greiner (* 26. Januar 1929) ist ein ehemaliger deutscher Fußballspieler.

## Sportlicher Werdegang
Greiner entstammt der Jugend von Eintracht Frankfurt, wo der Abwehrspieler zunächst in der Amateurmannschaft im Erwachsenenbereich debütierte. Am 7. März 1954 debütierte er für die Wettkampfmannschaft während der Oberligasaison 1953/54, als er den pausierenden Adolf Bechtold beim 3:0-Heimerfolg über den FC Bayern München ersetzte. Die Eintracht erreichte am Ende der Spielzeit die Endrunde um die Deutsche Fußballmeisterschaft 1953/54, weder im weiteren Saisonverlauf noch bei den Endrundenspielen kam Greiner jedoch erneut unter Trainer Kurt Windmann für die erste Mannschaft zu einem Pflichtspieleinsatz.
Im Sommer 1954 wechselte Greiner zur TSG Ulm 1846 in die II. Division Süd. Als Tabellendritter verpasste er am Ende der Zweitligasaison 1954/55 den Wiederaufstieg des Klubs in die höchste Spielklasse. Über den weiteren Karriereweg findet sich nichts in der Statistik, nach dem Wiederaufstieg 1958 gehörte er jedoch spätestens nicht mehr zur „Spatzen“-Mannschaft.